# سامسونج سنس
سامسونج سنس (بالإنجليزية: Samsung Sens)‏ سلسة حواسب نوتبوك مصنَّعة من قبل سامسونج للإلكترونيات. تم تصميم هذه الحواسيب على غرار حواسيب أيسر أسباير، وآسوس ترانسفورمر وزنبوك، ديل انسبايرون، وإتش بي بافيليون وإنفي، لينوفو آيدياباد، توشيبا ساتلايت.